# Ржім-Маатуґ
Ржім-Маатуґ (араб. رجيم معتوق) — село в Тунісі, у вілаєті Кебілі. Знаходиться неподалік від кордону з Алжиром.
| Туніс | Це незавершена стаття з географії Тунісу. Ви можете допомогти проєкту, виправивши або дописавши її. |